# Тунас-ду-Парана
Тунас-ду-Парана (порт. Tunas do Paraná) — муниципалитет в Бразилии, входит в штат Парана. Составная часть мезорегиона Агломерация Куритиба. Входит в экономико-статистический микрорегион Куритиба. Население составляет 4159 человек на 2006 год. Занимает площадь 668,481 км². Плотность населения — 6,2 чел./км².
Праздник города — 10 ноября.

## Статистика
- Валовой внутренний продукт на 2003 год составляет 16 386 132,00 реалов (данные: Бразильский институт географии и статистики).
- Валовой внутренний продукт на душу населения на 2003 год составляет 4192,97 реалов (данные: Бразильский институт географии и статистики).
- Индекс развития человеческого потенциала на 2000 год составляет 0,686 (данные: Программа развития ООН).

## География
Климат местности: умеренный. В соответствии с классификацией Кёппена, климат относится к категории Cfa.